# HD 183589
HD 183589，又名BD+02 3904，SAO 124698、HR 7412，是一颗恒星，视星等为6.09，位于銀經39.98，銀緯-7.26，其B1900.0坐标为赤經19h 25m 9.1s，赤緯+2° -7.26′ 47″。